# Stellenbosch Football Club
Lo Stellenbosch Football Club, meglio noto come Stellenbosch, è una società calcistica sudafricana con sede nella città di Stellenbosch. Milita nella Premier Division, la massima serie del campionato sudafricano.

## Storia

### Fondazione e primi anni
Il club è nato il 3 agosto 2016 quando il comitato esecutivo del campionato sudafricano ha approvato la richiesta del Vasco da Gama di Città del Capo di spostare la sede del club a Stellenbosch per fondersi con un'accademia giovanile locale, dando vita allo Stellenbosch Football Club, che avrebbe acquisito il titolo sportivo della prima società.
(Rob Benadie, COO dello Stellenbosch")
La panchina in vista dell'esordio in National First Division venne affidata a Sammy Troughton, precedentemente allenatore del Vasco da Gama di Città del Capo. L'esordio avvenne il 28 agosto 2016, nella sconfitta per 3-1 contro il Mthatha Bucks. A segnare la prima storica rete fu Stanley Muishond. Il club concluse la sua stagione inaugurale in terza posizione nella classifica generale, aggiudicandosi l'accesso alla finale play-off, nella quale il club venne sconfitto.
Il 1º dicembre 2016 il club annunciò l'arrivo del nuovo assistente allenatore Steve Barker, secondo di Throughton, poi promosso ad allenatore il 1º luglio seguente.
Nell'agosto 2018 si registra un cambio di proprietà, con l'holding finanziario REMGRO che acquisisce la proprietà del club. Ciò ha permesso alla società di usufruire delle strutture della Stellenbosch Academy of Sport (SAS), tra cui campi di allenamento e centri sportivi per lo sviluppo tecnico.

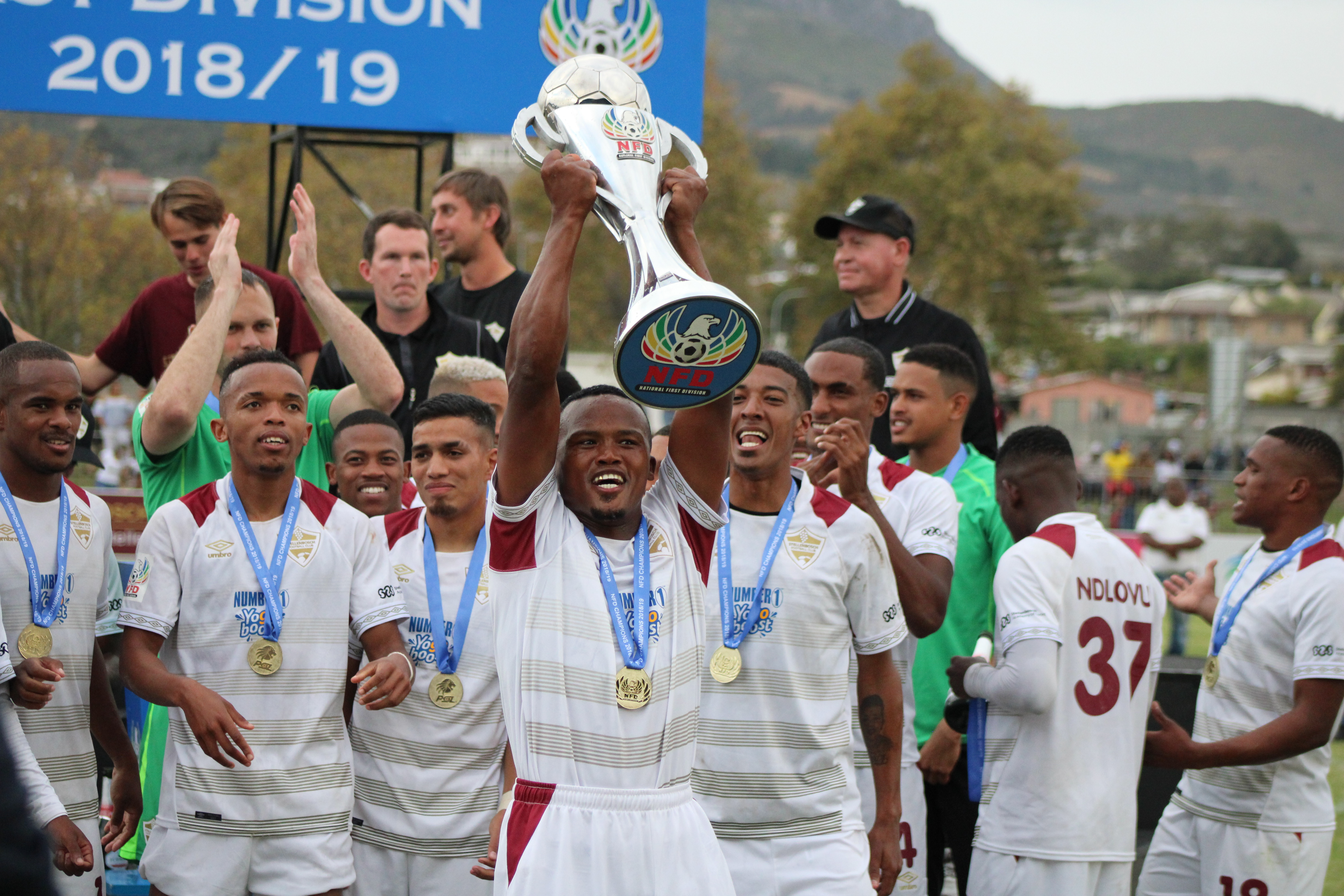
Lo Stellenbosch festeggia la vittoria della National First Division

Nella stagione 2018-2019, si aggiudicò la National First Division, conseguendo così la promozione nella massima serie del campionato sudafricano. Il 25 ottobre 2019, lo Stellenbosch esordisce, giocando la sua prima partita in Premier Division, contro il Moroka Swallows allo stadio Danie Craven.

### Stagioni in prima divisione
Nella prime due stagioni in assoluto in Premier Division, il club conclude in posizioni di metà classifica, fino alla stagione 2021-2022, nella quale si classifica al 4º della classifica, conseguendo l'accesso alla MTN 8 dell'anno seguente.
Nella stagione 2022-2023 dopo un difficile inizio nella prima parte di stagione, ottiene un sesto posto in campionato, vantando il raggiungimento delle semifinali della Coppa del Sudafrica, dove sono stati sconfitti dal M. Sundowns.

#### Vittoria della coppa di Lega e primo esordio internazionale

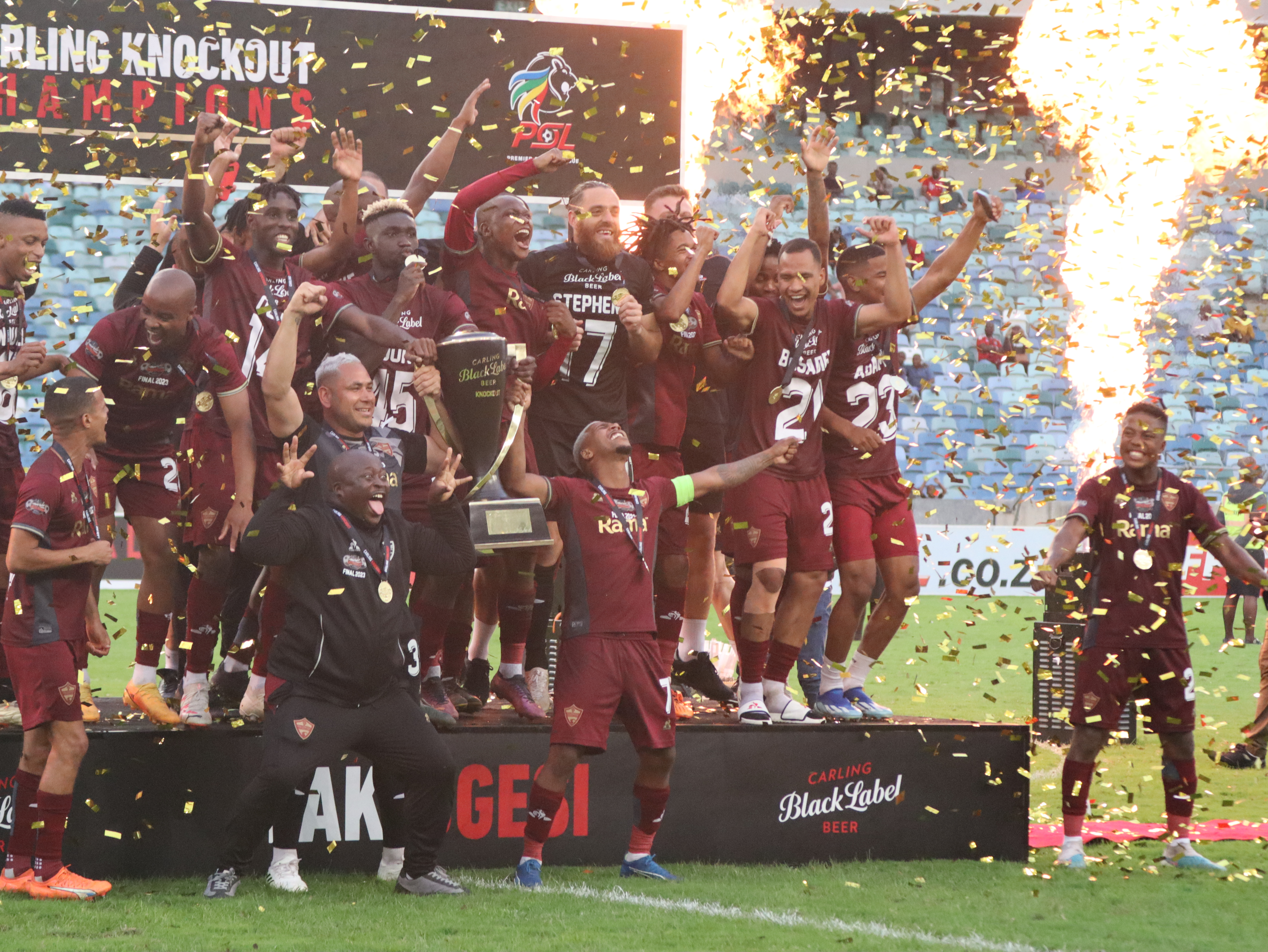
Lo Stellenbosch festeggia la vittoria della Coppa di Lega sudafricana 2023.

La stagione 2023-2024 inizia fin da subito in modo positivo per i Maroons, che si classificano nelle prime posizioni dietro i Mamelodi Sundowns, ampiamente avanti in vetta alla classifica. Il 21 ottobre 2023 hanno disputato gli Ottavi di finale della coppa di lega, dove hanno sconfitto il Chippa United per 2-1. Ai quarti hanno sconfitto il Polokwane City per due reti a zero. Il 2 dicembre successivo hanno sconfitto i Richards Bay nelle semifinali, strappando dunque l'accesso alla finale nazionale.
Il 16 dicembre 2023 al Moses Mabhida Stadium, lo Stellenbosch si aggiudica per la prima volta nella sua storia la vittoria della Carling Knockout Cup 2023,  dopo aver sconfitto i TS Galaxy ai tiri di rigore per 5-4 (6-5 finale) dopo un punteggio di parità nei tempi regolamentari e supplementari. Nella medesima stagione raggiunge inoltre la semifinale di Coppa del Sudafrica.
Classificatosi al terzo posto nella stagione 2023-2024, conquista così uno storico accesso alla Coppa della Confederazione CAF 2024-2025 e alla disputa della MTN 8 2024.
L'esordio nella MTN 8 2024 arriva il 4 agosto, nella vittoria per 3-1 contro i TS Galaxy nella gara valida per i quarti di finale. Nelle semifinali disputate tra il 28 agosto e il 1º settembre, sconfigge il M. Sundowns nel doppio scontro, per un totale di 2-0 (1-0/1-0) raggiungendo dunque la finale della competizione, disputata il 5 ottobre seguente contro gli Orlando Pirates, che ha visto la sconfitta per 3-1 degli Stellies nei minuti finali della partita. La stagione vede il club dopo un inzio a rilento, terminare nuovamente al terzo posto della Premier Division, raggiungendo le semifinali della  Coppa della Confederazione CAF e qualificandosi nuovamente per l'edizione successiva.

## Colori e simboli

### Colori
La divisa della stagione 2024-2025, presenta il Granata come colore predominante, seguito da una banda laterale dorata, posta sul pettorale sinistro della divisa che scorre fino alla parte inferiore della stessa.
Nella seconda divisa è predominante il colore bianco, seguito da dettagli in oro. Presenta inoltre una mappa della regione di Cape Winelands, per rendere omaggio alle sue origini.

### Simboli ufficiali
Nello stemma della società è rappresentato un grappolo d'uva, simbolo della regione vinicola di Stellenbosch.

## Strutture

### Stadio
Lo stadio Danie Craven è utilizzato dal 2020 come campo di casa dallo Stellenbosch FC. Inaugurato nel 1979, ha una capienza di 17 000 posti. Presenta un manto erboso di dimensioni 101 × 70 m e ospita incontri di calcio e rugby.
Le formazioni giovanili dello Stellenbosch, come lo Stellenbosh U-23, disputano le proprie gare interne all'Idas Valley Stadium.

## Società
Dal 2018 il club è una società a responsabilità limitata controllata da Johann Rupert tramite Remgro Limited. 

### Organigramma societario
Organigramma in carica al 25 ottobre 2024.
- Johann Rupert - patròn (tramite Remgro Limited)
- Faffa Knoetze - presidente
- Stefan Crouse - consigliere
- Rob Benadie - direttore generale
- Liam Bekker - direttore sportivo
- Ghouwa Manuel - responsabile amministrativo
- Angelo Kerspuy - segretario generale
- Jean-Pierre Farrugia - direttore sportivo giovanili
- Wellisson Santos - attività di base
- Heinrich Grobbelaar - responsabile impianti
- Liam Bekker - responsabile social media

### Sponsor
Di seguito la cronologia dei fornitori tecnici dello Stellenbosch FC.
- 2016-2020 Mitre
- 2020- Le Coq sportif

### Settore giovanile
Il settore giovanile dello Stellenbosch ha conquistato nelle precedente stagioni due volte in titolo di campione della PSL Reserve League, con la formazione U-23 che compete nel campionato delle riserve. Ha conquistato inoltre due edizioni della Premier League Next Gen Cup nel 2024.
Al livello Under-16 il club ha conquistato la Kapstadt Cup e gli Under-18 hanno partecipato alla Engen Champ of Champions.
Lo sviluppo di un settore giovanile di larga scala a Stellenbosch, ha permesso a molti giovani della zona di rappresentare i colori della squadra del loro paese, senza dover entrare a far parte di società della vasta Città del Capo.

## Allenatori e presidenti
- 2016-2017  Sammy Troughton
- 2017-  Steve Barker

- 2016-2018  Edries Burton
- 2018-  Faffa Knoetze

## Calciatori

### Capitani
- ... (2016-2019)
- Jarrod Moroole (2019-2020)
- Robyn Johannes (2020-2021)
- Rafiq De Goede (2022-2023)
- Sage Stephens (2023-)

## Palmarès

### Competizioni nazionali
- National First Division: 1

2018-2019
- Coppa di Lega sudafricana: 1

2023

### Competizioni giovanili
- Reserve League: 2

2021-2022, 2023-2024
- Next Gen Cup: 2

2022, 2024

## Statistiche e record

### Partecipazione ai campionati
Campionati su base nazionale
| Livello | Categoria               | Partecipazioni | Debutto   | Ultima stagione | Totale |
| ------- | ----------------------- | -------------- | --------- | --------------- | ------ |
| 1º      | Premier Division        | 7              | 2019-2020 | 2025-2026       | 7      |
| 2º      | National First Division | 3              | 2016-2017 | 2018-2019       | 3      |

### Partecipazione alle coppe
| Competizione              | Partecipazioni | Debutto   | Ultima stagione | Totale |
| ------------------------- | -------------- | --------- | --------------- | ------ |
| Coppa del Sudafrica       | 8              | 2018-2019 | 2024-2025       | 8      |
| Coppa di Lega sudafricana | 4              | 2019      | 2025            | 4      |
| MTN 8                     | 4              | 2022      | 2025            | 4      |

### Partecipazioni ai tornei internazionali
| Competizione                   | Partecipazioni | Debutto   | Ultima stagione | Totale |
| ------------------------------ | -------------- | --------- | --------------- | ------ |
| Coppa della Confederazione CAF | 1              | 2024-2025 | 2024-2025       | 1      |

## Tifoseria

### Storia
I tifosi sono spesso chiamati Stellies faithful e sono noti per la loro lealtà ed entusiasmo. Nella stagione 2019-2020 hanno superato i 40 000 spettatori, con una media di oltre 2 800 spettatori a partita.

### Gemellaggi e rivalità
Le principali rivalità dello Stellenbosch sono gli incontri con Cape Town Spurs e Cape Town City, considerati un vero e proprio derby di Città del Capo.

## Organico

### Rosa 2024-2025
Rosa e numerazione aggiornate al 23 agosto 2024.
| N. |                           | Ruolo | Calciatore         |
| -- | ------------------------- | ----- | ------------------ |
| 2  | Kenya (bandiera)          | D     | Brian Onyango      |
| 3  | Sudafrica (bandiera)      | C     | Omega Mdaka        |
| 5  | Sudafrica (bandiera)      | C     | Khomotjo Lekoloane |
| 6  | Sudafrica (bandiera)      | D     | Kyle Jurgens       |
| 8  | Sudafrica (bandiera)      | C     | Sihle Nduli        |
| 9  | Sudafrica (bandiera)      | A     | Ashley Cupido      |
| 10 | Sudafrica (bandiera)      | A     | Lehlogonolo Mojela |
| 11 | Sudafrica (bandiera)      | D     | Langelihle Phili   |
| 12 | Sudafrica (bandiera)      | A     | Thulani Mini       |
| 14 | Costa d'Avorio (bandiera) | A     | Anicet Oura        |
| 15 | Sudafrica (bandiera)      | C     | Chumani Butsaka    |
| 16 | Nigeria (bandiera)        | D     | Enyinnaya Godswill |
| 17 | Sudafrica (bandiera)      | P     | Sage Stephens      |
| 18 | Nuova Zelanda (bandiera)  | C     | Andre de Jong      |
| 20 | Sudafrica (bandiera)      | A     | Sanele Barns       |

| N. |                           | Ruolo | Calciatore           |
| -- | ------------------------- | ----- | -------------------- |
| 21 | Sudafrica (bandiera)      | D     | Fawaaz Basadien      |
| 22 | Sudafrica (bandiera)      | D     | Tylon Smith          |
| 23 | Sudafrica (bandiera)      | C     | Jayden Adams         |
| 24 | Sudafrica (bandiera)      | D     | Thabo Moloisane      |
| 26 | Sudafrica (bandiera)      | D     | Athenkosi Mcaba      |
| 28 | Sudafrica (bandiera)      | C     | Genino Palace        |
| 30 | Sudafrica (bandiera)      | P     | Oscarine Masuluke    |
| 32 | Sudafrica (bandiera)      | P     | Dejean Ah Shene      |
| 33 | Sudafrica (bandiera)      | D     | Liam de Kock         |
| 34 | Sudafrica (bandiera)      | A     | Devin Titus          |
| 35 | Sudafrica (bandiera)      | P     | Lee Langeveldt       |
| 40 | Sudafrica (bandiera)      | D     | Shaakir Ahmed        |
| 45 | Costa d'Avorio (bandiera) | D     | Ismaël Olivier Touré |
| 55 | Sudafrica (bandiera)      | D     | Vuyolwethu Andrieas  |